# Comté de Fayette (Tennessee)
Pour les articles homonymes, voir Comté de Fayette.
Le comté de Fayette est un comté de l'État du Tennessee, aux États-Unis. Son siège est situé à Somerville et sa population en 2020 était de 41 990 habitants. Il a été nommé en hommage au Marquis de La Fayette.